# Łomka
Łomka (Narthecium Huds.) – rodzaj roślin zielnych z rodziny łomkowatych (Nartheciaceae), obejmujący 7 gatunków występujących w Europie, Kaukazie, Turcji, Japonii oraz zachodnich i wschodnich Stanach Zjednoczonych. W przeszłości do flory Polski błędnie włączano łomkę zachodnią.
Nazwa naukowa rodzaju pochodzi od greckiego słowa ναρθηξ (narthex – trzcina) i odnosi się do pokroju łodygi, względnie jest anagramem nazwy naukowej rodzaju pajęcznica (Anthericum)

## Morfologia

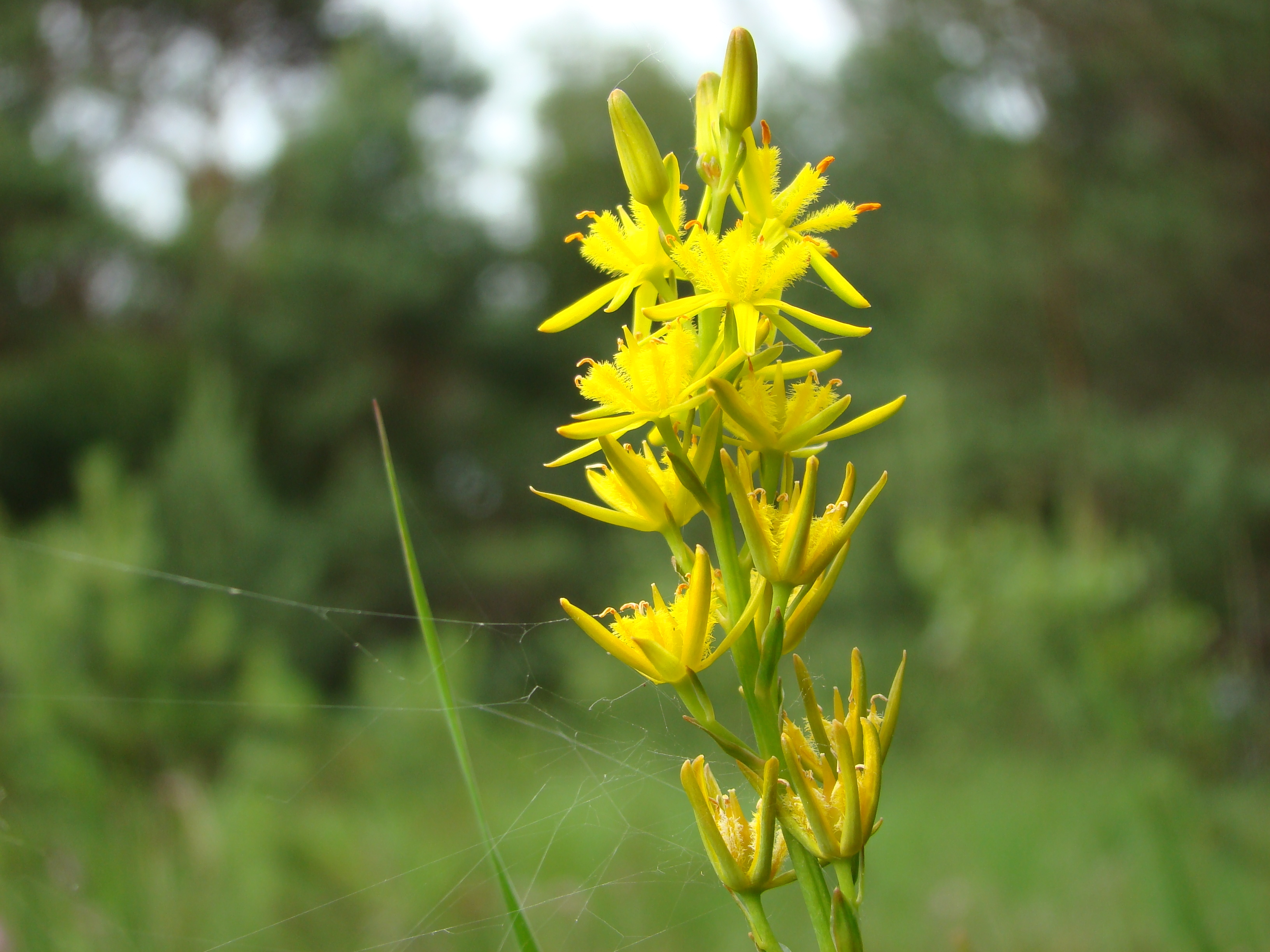
Kwiatostan łomki zachodniej

ŁodygaSmukłe, podziemne, płożące kłącze. Łodygi naziemne proste, nagie.
LiścieLiście głównie odziomkowe, ciasno nachodzące na siebie u nasady, o blaszce wąsko równowąskiej i ostrym wierzchołku. Liście łodygowe od 3 do 6, szczątkowe.
KwiatyKwiaty 6-pręcikowe, obupłciowe, zebrane w grono na wierzchołku łodygi. Szypułki proksymalnie z drobnymi podkwiatkami. Okwiat pojedynczy, 6-listkowy. Listki okwiatu zielonkawożółte do żółtych, nagie, równowąsko-lancetowate. Pręciki o białych, gęsto owłosionych nitkach i równowąskich główkach. Zalążnie trójkomorowe, górne, o szyjkach słupków zrośniętych w długi dzióbek i drobnych, trójklapowych znamionach.
OwocePodługowato-lancetowate torebki. Nasiona jasnożółte, nitkowato-elipsoidalne.

## Biologia i ekologia

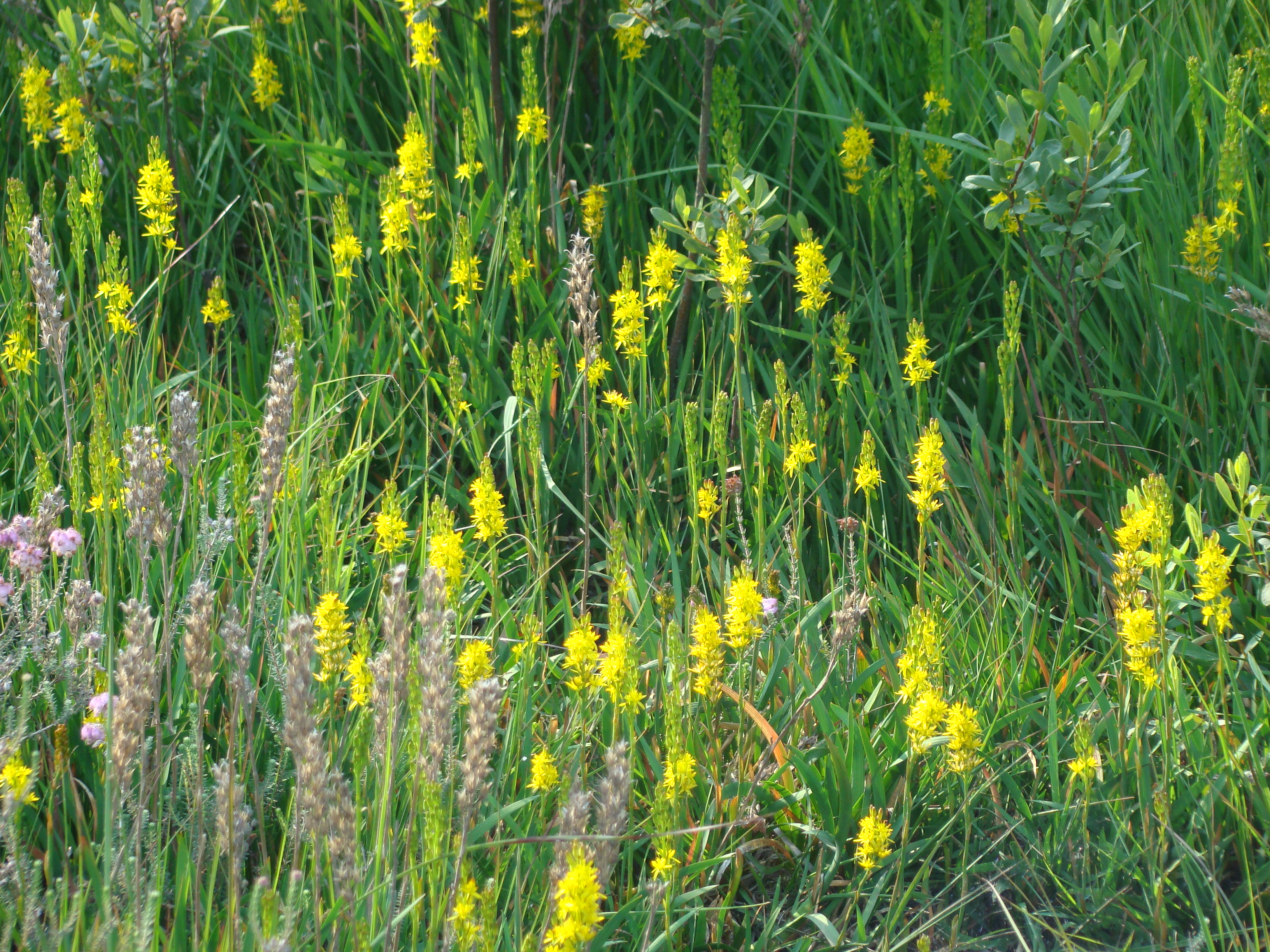
Łomka zachodnia na stanowisku naturalnym

RozwójWieloletnie geofity ryzomowe. Kwiaty pachnące. Na gęsto owłosionych nitkach pręcików zatrzymuje się pyłek, dlatego u tych roślin dochodzi do samozapylenia w czasie deszczu.
SiedliskoMokradła.
Cechy fitochemiczneRośliny z tego rodzaju zawierają saponiny sterydowe, podejrzewane o wywoływanie u owiec silnej nadwrażliwości na światło, prowadzącej do żółtaczki.
GenetykaLiczba chromosomów 2n = 26.

## Systematyka
Pozycja rodzaju według APW (aktualizowany system APG IV z 2016)Rodzaj należy do rodziny łomkowatych (Nartheciaceae), w rzędzie pochrzynowców (Dioscoreales) w obrębie kladu jednoliściennych (monocots).
Gatunki
- Narthecium americanum Ker Gawl.
- Narthecium asiaticum Maxim.
- Narthecium balansae Briq.
- Narthecium californicum Baker
- Narthecium ossifragum (L.) Huds. – łomka zachodnia
- Narthecium reverchonii Celak.
- Narthecium scardicum Košanin

## Zastosowanie
Rośliny spożywczeNa Szetlandach z kwiatów łomki zachodniej produkowało się substytut szafranu.
Rośliny ozdobneNarthecium californicum jest uprawiana w Stanach Zjednoczonych jako roślina ogrodowa.
Inne zastosowaniaW Lancashire i na Szetlandach z pomarańczowych owoców łomki zachodniej pozyskiwało się barwnik, który był wykorzystywany m.in. do farbowania włosów.